# フロプロピオン
フロプロピオン（INN：flopropione）とは、1-(2,4,6-トリヒドロキシフェニル)プロパン-1-オンの事である。ヒトにおいて、平滑筋を弛緩し易くする作用を持っている。主に、胆汁や膵液が十二指腸へと流れ込み易くする目的と、尿路結石が排尿と同時に排泄される事を促進する目的で、医薬として用いられる場合が有る。なお、フロロプロピオフェノン（phloropropiophenone）などの別名も有する。

## 合成法

フロプロピオンの構造。

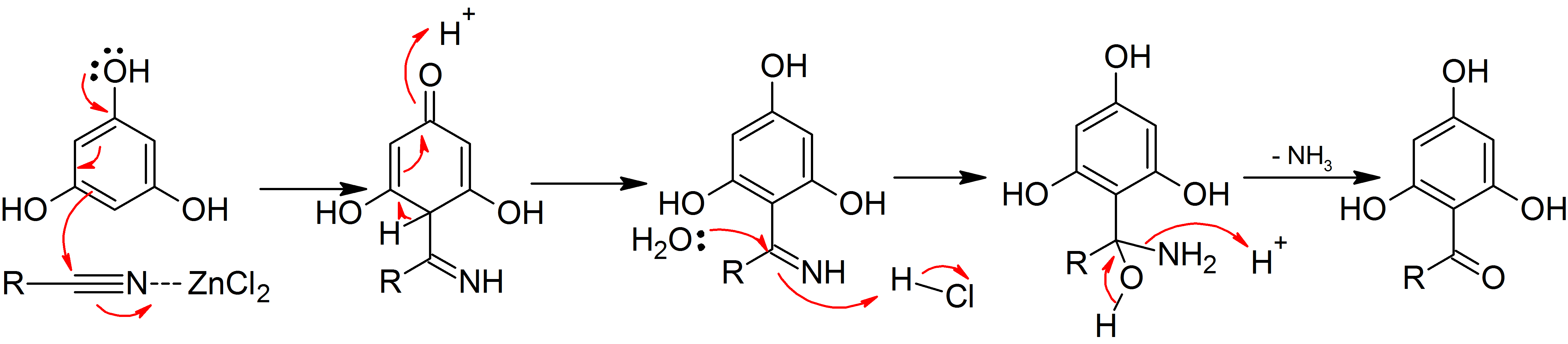
ヘッシュ反応の反応機構。フロプロピオンの構造から明らかなように、フロログルシノールとプロパンニトリルを反応させれば良いと判る。

フロプロピオンは分子式C9H10O4で表される有機化合物であり、したがって分子量は182.17 (g/mol)である

。
フロプロピオンは全合成が可能な化合物であり、まずベンゼンを濃硝酸などを利用しニトロ化して1,3,5-トリニトロベンゼンを合成する

。
次に、1,3,5-トリニトロベンゼンを適切な還元剤を用いるなどして3つのニトロ基を、全てアミノ基へと変換し、1,3,5-トリアミノベンゼンを合成する

。
この1,3,5-トリアミノベンゼンを加水分解してフロログルシノールを合成する

。
最後に、このフロログルシノールを原料に

、ヘッシュ反応を利用してフロプロピオンを合成する。なお、このようにして合成可能なフロプロピオンは、フロロプロピオフェノンと言う別称も有する

。

## 用途
フロプロピオンは経口投与で、鎮痙薬として用いられる事が有る

。
ヒトに経口投与すると体内へと吸収される。ヒトにおいてフロプロピオンは、十二指腸周辺の胆道系のような特定の場所に強く作用する事が知られており

、オッディ筋や胆管や尿路の鎮痙を狙って投与される場合がある。すなわち、肝胆膵疾患には、胆管からの胆汁や、膵管から膵液を、十二指腸へ流れ込み易くする目的で投与する。同じく、尿路結石が存在する場合には、排尿に伴って尿路結石が体外へと排泄され易くする目的で投与するのである。

## 作用機序
フロプロピオンは末梢性のCOMTの阻害薬の1つである

。
これによって、末梢で分泌されたノルアドレナリンの不活化する速度を低下させ、結果としてノルアドレナリンの濃度が上昇するため、オッディ筋や胆管や尿管の平滑筋に存在するアドレナリン受容体の作動頻度を増やす事によって、これらの箇所の平滑筋に弛緩作用を示すと考えられている

。
ただし、セロトニンに拮抗する作用もフロプロピオンは有するなど

、単純なCOMTだけの阻害薬ではない。加えて、腎臓の血流量を増加させる事によって、弱いながら利尿作用も持っている

。
当然ながら、この尿量を増加させる作用も、尿路結石の排出を促進させ得る。

## その他の医薬
フロプロピオンの作用機序は抗コリン作用を利用した物ではない。したがって、同じく鎮痙薬として用いられ、尿路結石や胆道系疾患に用いられる場合も有るチキジウムやブチルスコポラミンなどのような、抗コリン作用を利用した医薬とは異なり、例えば、緑内障や前立腺肥大やイレウスや心疾患を有する患者に対しても、フロプロピオンならば使用可能である

。
なお、尿路結石の排泄促進のためには、他にウラジロガシを製剤化した物が用いられる場合も有り

、こちらも抗コリン作用を利用した物ではない。しかし、フロプロピオンとは異なり、ウラジロガシは胆道系疾患には用いられない。
それから、フロプロピオンと同様にCOMT阻害作用を持ち、抗コリン作用を利用せずに、オッディ筋を弛緩させて、胆汁や膵液を十二指腸に流れ易くするために用いる医薬としてトレピブトンが知られる

。
しかしながら、これら2つの医薬だけを比較した場合、フロプロピオンでは利尿作用が目立つ一方で、トレピブトンの場合は胆汁や膵液の分泌促進作用が目立つなど、違いも見られる

。